# دوک‌نشین فرانکن

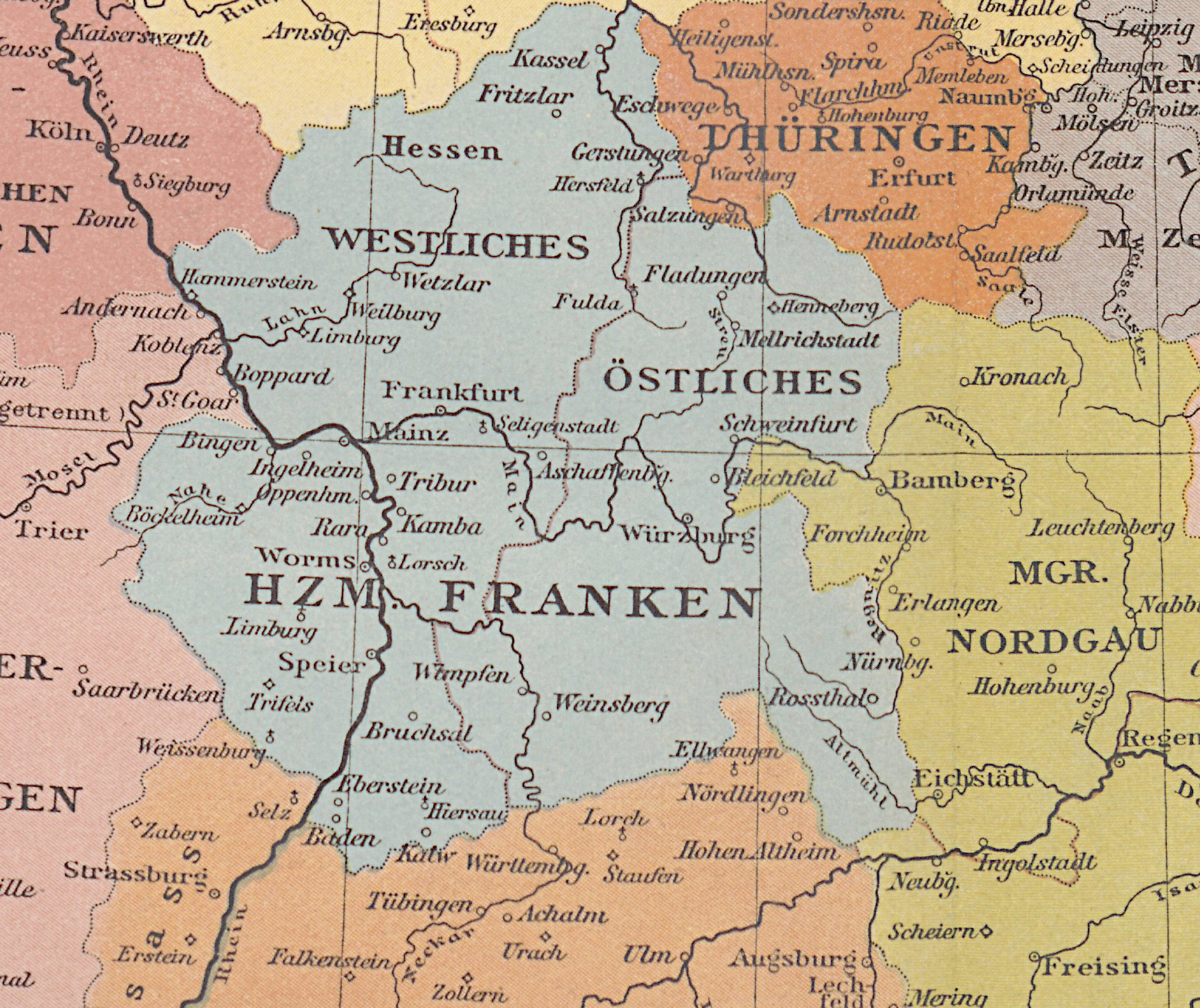
فرانکن شرقی و غربی در حدود سال ۱۰۰۰ میلادی

دوک‌نشین فرانکن (آلمانی: Herzogtum Franken) یکی از پنج دوک‌نشین هستهٔ فرانک خاوری و نیز جزء سرزمین‌های اصلی تشکیل دهندهٔ پادشاهی آلمان در آغاز سدهٔ دهم میلادی بود. واژهٔ فرانکن به سرزمینی که تحت سکونت فرانک‌ها قرار گرفته‌است گفته می‌شده‌است.

## جغرافیا
این ناحیه در امتداد درهٔ رود ماین از تلاقی آن با بخش علیای راین تا مارگراف نوردگو کشیده شده بود و در حال حاضر شامل ناحیهٔ فرانکونی بایرن، بخش‌های جنوبی تورینگن، شمال بادن-وورتمبرگ و هسن است. هم‌چنین مناطقی در کرانهٔ غربی راین در نزدیکی شهرهای ماینتس، اشپیر و ورمس جزء آن بودند.
فرانکن در قلب پادشاهی آلمان (که در سال ۹۱۹ تشکیل شد) قرار داشت و با دوک‌نشین زاکسن در شمال، با لورن اتریش در غرب، با دوک‌نشین شوابن در جنوب غربی و با دوک‌نشین بایرن در جنوب شرق هم‌مرز بود.

## تاریخچه
دوک‌نشین فرانکن در زمان افول امپراتوری کارولنژی تکامل یافت. در آن زمان، این دوک‌نشین بخشی از قلمرو فرانک خاوری بود و پس از تشکیل سرزمین جدید لوتارنژی در بخش شمال غربی فرانک خاوری، شکل گرفت.
با این وجود که کنت‌های سالی املاک بزرگی در بخش‌های غربی فرانکن داشتند؛ ولی برخلاف سایر دوک‌نشین‌های اصلی، این دوک‌نشین هرگز به موجودیت سیاسی پایداری تبدیل نشد. با انقراض کارولنژیان فرانک خاوری در سال ۹۱۱، کنت کنراد کهتر که دوک فرانکن بود، به عنوان نخستین پادشاه آلمان انتخاب شد و برادرش ابرهارد جانشین او در دوک‌نشین فرانکن شد. البته کنرادی‌ها نتوانستند در برابر دودمان زاکسنی اتو قد علم کنند و در سال ۹۱۹ هاینریش دوک زاکسن جانشین کنراد در حکومت پادشاهی آلمان شد. پس از شورش ناموفق ابرهارد که در سال ۹۳۹ در نبرد آندرناخ سرکوب شد، پسر هاینریش یعنی اتوی یکم دوک‌نشین را تصرف کرد. اوتو دوک تازه‌ای برای فرانکن منصوب نکرد و دوک‌نشین به چند ناحیه و اسقف‌نشین تقسیم شد که به صورت مستقیم به شاهان آلمان گزارش می‌دادند.
گاهی کنت‌های سالی فرانکن راین با عنوان دوک فرانکن نامیده می‌شدند و ایشان در سال ۱۰۲۴ به دودمان حاکم آلمان بدل شدند. در سال ۱۰۹۳ قلمرو آنها در فرانکن به عنوان تیول به کنت فالتسی آخن اعطا شد و به تدریج به شاهزاده‌نشین آلمانی مهمی به نام انتخابگر فالتس تبدیل شد. با پیشرفت کنراد قرمز، فرنانکن راین قلب دودمان سالی شد و در سده‌های یازدهم و دوازدهم چهار امپراتور به نام‌های کنراد دوم، هاینریش سوم، هاینریش چهارم و هاینریش پنجم از آن برخاستند. این منطقه شامل شهرهای ماینتس، اشپیر و ورمس بود.